# Hawi
Hawi és una concentració de població designada pel cens dels Estats Units a l'estat de Hawaii. Segons el cens del 2000 tenia 938 habitants.

## Demografia
Segons el cens del 2000, Hawi tenia 938 habitants, 298 habitatges, i 225 famílies La densitat de població era de 298,5 habitants per km².
Dels 298 habitatges en un 34,9% hi vivien nens de menys de 18 anys, en un 51,3% hi vivien parelles casades, en un 17,8% dones solteres, i en un 24,5% no eren unitats familiars. En el 19,5% dels habitatges hi vivien persones soles el 7,7% de les quals corresponia a persones de 65 anys o més que vivien soles. El nombre mitjà de persones vivint en cada habitatge era de 3,15 i el nombre mitjà de persones que vivien en cada família era de 3,63.
Per edats la població es repartia de la següent manera: un 28,0% tenia menys de 18 anys, un 8,3% entre 18 i 24, un 26,1% entre 25 i 44, un 25,1% de 45 a 64 i un 12,5% 65 anys o més.
L'edat mediana era de 37,7 anys. Per cada 100 dones hi havia 103,47 homes. Per cada 100 dones de 18 o més anys hi havia 95,65 homes.
La renda mediana per habitatge era de 46.406 $ i la renda mediana per família de 51.364 $. Els homes tenien una renda mediana de 30.491 $ mentre que les dones 27.321 $. La renda per capita de la població era de 16.755 $. Aproximadament el 7,1% de les famílies i el 8,7% de la població estaven per davall del llindar de pobresa.

## Poblacions properes
El següent diagrama mostra les poblacions més properes.